# Вілле Мітонен
Вілле Мітонен – фінський фристайліст, спеціалізується на могулі і паралельному могулі. Народився 31 жовтня 1992 року у Фінляндії.

## Кар’єра
27 лютого 2007 року він дебютував на етапі Кубка Європи у російському Красноє Озеро. Тоді, у змаганнях могулістів, він був 14-им.  Наступного дня у паралельному могулі він став 15. Після цього він покинув брати участь у змаганнях Кубка Європи і повернувся рівно через рік. У тому ж таки Красном Озері він 24 і 13 відповідно і знову призупиняє свою участь в КЄ. Повернувся у січні 2009 на етап КЄ у те ж таки Красноє Озеро. Там він посідає 12 і 10 місця. Після цього етапу він ще тричі бере участь в змаганнях КЄ і двічі займає 11 і раз 12 місця. У сезоні 2009-10 він взяв участь практично у всіх змаганнях Кубка Європи: здобув свою першу медаль – срібло на етапі в Красном Озері, але мав і три провальні гонки, коли він навіть не фінішував.  Але цей сезон він також запам’ятає як дебютний у Кубках світу. 12 грудня 2009 року він дебютував на етапі Кубка світу у фінському Суому і зайняв 51 місце. Наприкінці цього ж сезону він відвідав і етап КС у Оре (Швеція), де двічі потрапив у очкову зону: він зайняв 19 і 25 місця. У сезоні 2010-11 він активно брав участь у змаганнях Кубка світу, але у цьому сезоні лише раз взяв участь у змаганнях Кубка Європи – у фінському Ювяскюля, де здобув бронзу у могулі. Наступного дня він виграє тут свою першу серйозну нагороду - золото юніорського чемпіонату світу у могулі. Також дебютував і в чемпіонаті світу, де двічі був восьмим. 12 березня 2011 року у шведському Оре вперше попав у ТОП-10 – він був 6 у паралельному могулі. Сезон 2011-12 проводить уже виключно на етапах Кубка світу.

## Здобутки

### Чемпіонати світу
| № | Дата       | Місце                                      | Дисципліна        | Результат | Очки  |
| - | ---------- | ------------------------------------------ | ----------------- | --------- | ----- |
| 1 | 02/02/2011 | Чемпіонат світу з фристайлу 2011 Дір-Веллі | Могул             | 8         | 23.43 |
| 2 | 05/02/2011 | Чемпіонат світу з фристайлу 2011 Дір-Веллі | Паралельний могул | 8         | ---   |

### Кубок світу
Найкращий результат – 6 місце у могулі 12 березня 2011 року на етапі КС у шведському Оре.
Мітонен у загальній класифікації КС
Положення в загальних класифікаціях
| Сезон   | Залік могулу | Загальний залік |
| ------- | ------------ | --------------- |
| 2011-12 | ***          | ***             |
| 2010-11 | 23 (90 очок) | 87 (8 очок)     |
| 2009-10 | 51 (18 очок) | 143 (2 очки)    |

### Чемпіонати світу серед юніорів
| № | Дата       | Місце                                                | Дисципліна        | Результат | Очки  |
| - | ---------- | ---------------------------------------------------- | ----------------- | --------- | ----- |
| 1 | 19/03/2011 | Юніорський чемпіонат світу з фристайлу 2011 Ювяскюля | Могул             | 1         | 24.48 |
| 2 | 20/03/2011 | Юніорський чемпіонат світу з фристайлу 2011 Ювяскюля | Паралельний могул | 10        | ---   |

### Кубок Європи
Подіуми на етапах КЄ
| № | Дата       | Місце         | Дисципліна | Результат | Очки  |
| - | ---------- | ------------- | ---------- | --------- | ----- |
| 1 | 05/02/2010 | Красноє Озеро | Могул      | Срібло    | 23.12 |
| 2 | 18/03/2011 | Ювяскюля      | Могул      | Бронза    | 23.97 |

Мітонен в загальних класифікаціях
| Сезон   | Залік могулу  |
| ------- | ------------- |
| 2010-11 | 58 (60 очок)  |
| 2009-10 | 14 (291 очко) |
| 2008-09 | 18 (128 очок) |